# Chasmodia tibialis
Chasmodia tibialis är en skalbaggsart som beskrevs av Ohaus 1935. Chasmodia tibialis ingår i släktet Chasmodia och familjen Rutelidae. Inga underarter finns listade i Catalogue of Life.